# Okamejei pita
Okamejei pita es una especie de pez de la familia de los Rajidae en el orden de los Rajiformes.

## Morfología
Los machos pueden llegar a alcanzar los 46 cm de longitud total

## Reproducción
Es ovíparo y las hembras ponen huevos envueltos en una cápsula córnea.

## Hábitat
Es un pez de mar y de Clima subtropical y demersal que vive entre 0–15 m de profundidad.

## Distribución geográfica
Se encuentra en el Océano Índico occidental.

## Observaciones
Es inofensivo para los humanos.